# مکرتیچ هاجیان
مکرتیچ شاهنی هاجیان (ارمنی: Մկրտիչ Շահենի Հաճյան؛ انگلیسی: Mkrtich Hačean زادهٔ ۱۱ ژانویهٔ ۱۹۱۵ - درگذشته ۲۵ نوامبر ۱۹۸۵)، نویسنده، مخترع، منتقد موسیقی و نقاش اهل ارمنستان بود.

## زندگی‌نامه
وی در ۱۱ ژانویهٔ ۱۹۱۵ در گیوه یا کنستانتینوپل به دنیا آمد و در مدرسه مشهور گتروناگان در کنستانتینوپل (۱۹۳۳) تحصیل نمود. وی همچنین مقالات متعددی در زمینه موسیقی، نقاشی و نقد ادبی نوشت. سه دهه آخر عمرش را در مکزیک گذراند وی در ۲۵ نوامبر ۱۹۸۵ در سن ۷۰ سالگی در مکزیکوسیتی درگذشت.

## یادداشت
1. ↑  երաժշտության քննադատ